# キクとイサム
『キクとイサム』は、1959年（昭和34年）3月29日公開の日本映画である。大東映画製作、松竹配給。監督は今井正。モノクロ、シネマスコープ、117分。
会津磐梯山麓の農村を舞台に、混血児の姉弟が好奇と差別の中を明るく生きる姿を描いた社会派映画。混血児の姉弟役には、当時一般の小学生だった高橋恵美子と奥の山ジョージが起用された。また、当時48歳の北林谷栄が前歯を抜く役作りを行って倍近い年齢の祖母役を演じ、数々の女優賞を受賞したほか、作品自体も多くの映画賞を獲得した。第33回キネマ旬報ベスト・テン第1位。

## スタッフ
- 監督：今井正
- 製作：伊藤武郎、角正太郎
- 企画：市川喜一
- 脚本：水木洋子
- 撮影：中尾駿一郎
- 照明：浅見良二
- 美術：江口準次
- 録音：安恵重遠
- 音楽：大木正夫
- 編集：河野秋和
- 助監督：橘祐典
- 撮影助手：松田忠彦
- 照明助手：山本嘉治
- 美術助手：小松乙彦、高木潔
- 装飾主任：金杉正彌
- 製作主任：森谷玄
- 現像：日本色彩映画

## キャスト
- 川田キク：高橋恵美子[注 1]
- 川田イサム：奥の山ジョージ
- しげ子婆さん：北林谷栄
- カメラの男（養子調査員）：滝沢修
- 院長さん：宮口精二
- 座長さん：三島雅夫
- お巡りさん：東野英治郎
- 新聞社の人A（記者）：三国連太郎
- 新聞社の人B（カメラマン）：高原駿雄
- おかつ：岸輝子
- 雑貨屋さん：三井弘次
- 呼び込みの男：多々良純
- 清二郎さん：清村耕次
- 奥さん：朝比奈愛子
- 小野寺先生：織田政雄
- 松田先生：荒木道子
- 巫女さん：賀原夏子
- 尼さん：長岡輝子
- 兎吉さん：中村是好
- 組合の人A：殿山泰司
- 組合の人B：井上昭文（ノンクレジット）
- おかつの亭主：松本克平（ノンクレジット）
- 祭り笛の男A：田中邦衛（ノンクレジット）
- 村の男A：梅津栄（ノンクレジット）
- 祭場の男A：穂高稔（ノンクレジット）
- 酔った村の青年：高津住男[1]（ノンクレジット）
- 祭り見物の男：島田屯[1]（ノンクレジット）
- 祭り見物の女：戸田春子[1]（ノンクレジット）
- 患者：小林十九二[1]（ノンクレジット）
- 座員：小笠原章二郎[1]（ノンクレジット）

## 受賞
- 第33回キネマ旬報ベスト・テン 日本映画 第1位、日本映画監督賞
- 第14回毎日映画コンクール 日本映画大賞、脚本賞、女優主演賞（北林谷栄）、演技特別賞（高橋恵美子、奥の山ジョージ）
- 第10回ブルーリボン賞 作品賞、脚本賞、主演女優賞（北林谷栄）